# Rezerwat przyrody Staniszewskie Błoto
Rezerwat przyrody Staniszewskie Błoto (kaszb. Stajszewsczé Błoto) – leśno-torfowiskowy rezerwat przyrody na Pojezierzu Kaszubskim na obszarze Kaszubskiego Parku Krajobrazowego w kompleksie Lasów Mirachowskich. Został utworzony w 1962 roku na powierzchni 44,58 ha; w 1989 roku powiększono go do 130,41 ha. Obejmuje największe na Pojezierzu Kaszubskim, kopułowe torfowisko wysokie typu bałtyckiego. Złoże torfu osiąga tu miejscami ponad 10 metrów miąższości. Najbliższe miejscowości to Mirachowo i Bącka Huta.
Rezerwat leży na terenie obszarów Natura 2000 – Lasy Mirachowskie PLB220008 oraz Staniszewskie Błoto PLH220027.
Torfowisko zostało uznane za obiekt ochrony już w 1916 roku.

## Szata roślinna
Jeszcze 100 lat temu Staniszewskie Błoto porośnięte było bezleśnymi mszarami, tworzonymi przez mchy torfowce. Na skutek prowadzonych melioracji – odwodnień, wykonanych i wielokrotnie odnawianych, aby prowadzić tu gospodarkę leśną (również po utworzeniu rezerwatu!), ten unikatowy krajobraz, przypominający nieco torfowiska Laponii, całkowicie zanikł. Wysychająca kopuła zarosła borami bagiennymi. Drzewostany te również stały się z czasem bardzo cennymi elementami przyrody Staniszewskiego Błota, jednak i one zaczęły ulegać degradacji, w miarę jak postępował spadek poziomu wody. Na wyspach mineralnych występują również lasy bukowo-dębowe. Roślinność jest w znacznym stopniu zmieniona wskutek nasadzenia świerka. Obecnie prowadzony jest program renaturyzacji torfowiska, polegający m.in. na piętrzeniu wody w rowach melioracyjnych poprzez budowę zastawek. Umożliwił on już ponowne zabagnienie centralnej części torfowiska, gdzie zachowały się resztki bezdrzewnych mszarów, oraz zarośnięcie torfowcami samych rowów. W rezerwacie występują chronione gatunki roślin: rosiczka okrągłolistna, widłak jałowcowaty, wrzosiec bagienny oraz (bardzo licznie) bagno zwyczajne. Walory rezerwatu wzbogaca występowanie kilku rzadkich gatunków mchów torfowców (Sphagnum wulfianum, S. tenellum, S. fuscum).

## Porosty i grzyby wielkoowocnikowe
Aż 20 stwierdzonych tu porostów zaliczanych jest do gatunków specjalnej troski – chronionych, rzadkich lub zagrożonych. Niektóre porosty rezerwatu są bardzo rzadkie nie tylko w skali regionalnej, ale i krajowej. Jednym z nich jest Absconditella pauxilla, znana jest w Polsce tylko ze Staniszewskiego Błota i pobliskiego rezerwatu Kurze Grzędy. Bardzo cennym gatunkiem związanym z torfowiskami wysokimi i dobrze zachowanymi bagiennymi borami sosnowymi jest także Cladonia stygia, utrzymująca się w rezerwacie od kilkudziesięciu lat. Ponadto występują 4 taksony uznawane za wskaźniki lasów o dużej ciągłości ekologicznej: Arthonia vinosa, Biatora turgidula i Fellhaneropsis myrtillicola. Choć grzyby wielkoowocnikowe nie były przedmiotem badań, warto tu wspomnieć o znalezieniu w 1997 roku podgrzybka pasożytniczego, umieszczonego na Czerwonej Liście Grzybów Polski.

## Fauna
Fauna bezkręgowców, choć relatywnie uboga, charakteryzuje się obecnością rzadkich i zagrożonych gatunków, ograniczonych swoim występowaniem do torfowisk wysokich i przejściowych z torfowcami. Wśród owadów wodnych są to m.in. chruścik żółtonóg Hagenella clathrata oraz chrząszcze pływaczek brunatek Hydroporus gyllenhalii i pływaczek czarnogłów H. morio, tworzące tu bardzo liczne populacje, zaś wśród bezkręgowców lądowych pająk Diplocephalus dentatus, mrówka mszarnica Formica picea i chrząszcz z rodziny kusakowatych myśliczek lustrzany Stenus lustrator. Kuczman Palpomyia nigripes ma tu jedno z dwóch znanych stanowisk w Polsce. Niewielkie zróżnicowanie drzewostanów jest przyczyną ubóstwa fauny leśnej, jednak i tutaj odnotowano kilka ciekawszych taksonów, jak kornik bielojad olbrzymi Dendroctonus micans czy ptaki – lelek kozodój i włochatka. Do 1957 roku w rezerwacie znajdowało się tokowisko głuszców.